# Christoph Tonini
Christoph Georg Tonini (* 1969) ist ein italienisch-schweizerischer Medienmanager. Von 2013 bis 2020 war er Vorsitzender (CEO) der Unternehmensleitung der Mediengruppe Tamedia bzw. TX Group. Seit Februar 2023 ist er Verwaltungsratsdelegierter und CEO der Swiss Marketplace Group.

## Leben
Christoph Tonini, dessen Vater Karl Tonini von Bozen in die Schweiz einwanderte und in Dielsdorf eine kleine Druckerei führte, absolvierte eine Berufslehre als Offsetdrucker. Anschliessend studierte er von 1990 bis 1993 an der Schweizerischen Ingenieurschule für Druck und Verpackung (esig) in Lausanne. 2003 erwarb Tonini einen Executive MBA an der Universität St. Gallen.
Nach Stationen im Druckgeschäft der Hachette-Gruppe in Paris, bei der Druckerei Winterthur und als Folge der Übernahme dieses Unternehmens bei der Basler Zeitung stiess Tonini 1997 zu Ringier. Beim Zürcher Medienhaus übte er verschiedene Funktionen aus und war zuletzt Geschäftsführer von Ringier Ungarn und Ringier Rumänien.
2003 wechselte er als Leiter Finanzen und Mitglied der Unternehmensleitung zu Tamedia, später leitete er unter anderem auch die Unternehmensbereiche Finanzen, Services und Zeitungen Schweiz. 2006 wurde Tonini zum stellvertretenden Vorsitzenden der Unternehmensleitung von Tamedia ernannt, und 2011 übernahm er die Leitung des neu geschaffenen Unternehmensbereichs Digital. Nachdem sein Vorgänger Martin Kall im Sommer 2011 seinen Rücktritt auf Ende 2012 bekannt gegeben hatte, übernahm Tonini 2013 den Vorsitz der Unternehmensleitung von Tamedia. Tonini verliess per 30. Juni 2020 Tamedia, die seit dem 1. Januar 2020 TX Group heisst und das Dach für die seither eigenständigen Unternehmen TX Markets, Goldbach, 20 Minuten und Tamedia bildet. Seit 1. Juli 2020 ist er Mitglied in der Verwaltung des Migros-Genossenschafts-Bundes (MGB).  Ab 1. Juni 2020 war er Verwaltungsrat der TX Group, per 1. Februar 2023 wurde er Verwaltungsratsdelegierter und CEO der Swiss Marketplace Group, daraufhin gab er sein VR-Mandat bei der TX Group und der Goldbach Group AG ab. Er ist Verwaltungsrat der Properti AG und ehrenamtlicher Stiftungsrat der Kinderhilfsorganisation Right to Play. Er war Verwaltungsrat der Zürichsee Medien AG.
Tonini ist verheiratet, hat zwei Kinder und wohnt in Herrliberg.